# هوغيت تورانجو
هوغيت تورانجو (بالإنجليزية: Huguette Tourangeau)‏‏ (12 أغسطس 1940 في مونتريال - 21 أبريل 2018 ) مغنية، ومغنية أوبرا من كندا.

## روابط خارجية
- هوغيت تورانجو على موقع IMDb (الإنجليزية)
- هوغيت تورانجو على موقع ميوزك برينز (الإنجليزية)
- هوغيت تورانجو على موقع أول ميوزيك (الإنجليزية)
- هوغيت تورانجو على موقع ديسكوغز (الإنجليزية)